# The Tribe – Die vergessene Brut
The Tribe – Die vergessene Brut ist ein US-amerikanischer Horrorfilm aus dem Jahr 2009. Im Original ist er unter den Titeln The Tribe, After Dusk They Come und The Forgotten Ones bekannt.

## Handlung
Der Film beginnt im Jahr 1922. Eine Gruppe Forscher wird auf einer Insel in ihrem Lager von unbekannten Kreaturen bedroht. Nach und nach töten sie die Forscher und treiben die letzte Überlebende, eine Frau, in einen Hinterhalt. Sie versucht noch, sich mit einer Machete zu wehren, doch durch ein Missgeschick bleibt die Waffe in einem Bambusrohr stecken. Die Frau wird ebenfalls getötet.
Nach einer Schwarzblende spielt der Film nun in der Gegenwart. Eine Gruppe junger Menschen hat sich von einem wohlhabenden Freund eine Yacht geliehen, um über das Meer zu einer großen Party zu reisen. Die Gruppe besteht aus dem muskulösen, leichtfüßigen Peter, der seit einiger Zeit mit Liz zusammen ist sowie dem ein wenig korpulenten, wohlhabenden Ira und seiner Freundin Lauren. Ebenfalls an Bord ist ihr Ex-Freund Jake. Nachdem sie einige Tage unterwegs waren, bemerkt Peter, dass das Navigationssystem des Schiffs nicht korrekt funktioniert. Er bemisst dem jedoch keine große Aufmerksamkeit, worauf es zu einem weiteren Streit mit seiner Freundin Liz kommt. Sie ist ohnehin eifersüchtig, weil Peter gelegentlich Anrufe auf seinem Mobiltelefon erhält, die er jedoch wegdrückt. Sie vermutet, dass Peter sie betrügt. Es kommt zum Streit und das Telefon geht im Meer verloren.
Einen Tag später schrammt das Boot einen Felsbrocken. Es wird dabei zerstört und die Gruppe strandet auf einer vermeintlich unbewohnten Insel. Sie können einige Gegenstände retten, darunter auch ein Funkgerät, mit dem sie den Inhaber der Yacht bitten, sie abzuholen. Als sie am nächsten Morgen aufwachen, ist Peter verschwunden. Eine Blutspur führt in den Wald und Liz macht sich sofort auf die Suche, ihn zu finden. Ira und Lauren wollen lieber am Strand warten, doch folgen sie ihr schlussendlich doch gemeinsam mit Jake in den Regenwald. Peter wacht unterdessen an einem ihm unbekannten Ort aus seiner Ohnmacht auf. Er ist am Bein verwundet und bemerkt, dass ihn Kreaturen im Dickicht des Regenwaldes beobachten. Er flieht und wird von den Kreaturen verfolgt.
Die Gruppe wird ebenfalls von den Kreaturen angegriffen. Nach und nach gelingt es den Kreaturen, Ira und Lauren in Gefangenschaft zu nehmen. Liz kann zunächst mit Jake entkommen, wird aber von den Kreaturen verfolgt. Sie entdecken das alte Lager der Forscher und lesen in den letzten Aufzeichnungen, was ihnen vor vielen Jahrzehnten zugestoßen ist. Die Forscher waren auf der Suche nach einem verloren geglaubten Stamm. Sie fanden zwar die Kreaturen, doch waren sie von deren Boshaftigkeit und Aggressivität überrascht. Bevor Liz und Jake weitere Dokumente sichten können, werden sie erneut von den Kreaturen angegriffen. Jake stirbt bei der Attacke, Liz wird in das Lager verschleppt. Dort muss sie zusehen, wie die Kreaturen Ira und Lauren töten. Peters Leiche liegt ebenfalls in dem Verlies. Sie erkennt, dass sie blind sind und auf ihren Geruchs- und Hörsinn angewiesen sind. Sie schafft es bis zum Strand, doch muss sie dort erkennen, dass die Kreaturen die vom Boot geretteten Gegenstände weitgehend mitgenommen haben – darunter auch ein Rettungsboot. In der Nacht kehrt sie daher in die Schlafstätte der Kreaturen zurück. Ihr gelingt es, das Boot zu finden und einen Teil der Kreaturen mit Hilfe einer Signalpistole abzulenken, so dass sie fliehen kann. Die Kreaturen, allen voran das Alphatier, treiben sie in denselben Hinterhalt, in dem sie vor vielen Jahrzehnten bereits die Forscherin getötet haben. Liz entdeckt in letzter Sekunde die Machete, die sich immer noch in dem Bambus befindet, und enthauptet den Anführer der Kreaturen. Sie ziehen sich daraufhin in den Wald zurück und lassen Liz gehen. Sie kehrt erneut an den Strand zurück, zerstört dort das Funkgerät und fährt mit dem Rettungsboot auf das Meer hinaus.

## Rezeption
Die Zeitschrift kino.de lobt Jöhg Ihle für sein „beachtliches Regiedebüt“ seines B-Movies. Die Zeitschrift ist der Auffassung, dass es sich bei dem Film um eine „spannende“ Umsetzung handelt, die „dank dreidimensionaler Figuren dem Betrachter auch gebührend nahe“ gehe. Das alles sei „technisch ausgereift, effektvoll und angenehm hell“ umgesetzt und stelle somit eine „Gute Ergänzung im Horrorregal“ dar. Eine Rezension auf einem anderen Filmportal sieht in Ihles Werk den Rückgriff auf Altbewährtes, mit dem er „mit einfachen Mitteln einen unterhaltsamen Film [erzeuge], der so manchen kinoreifen Film in den Schatten stellt.“ Lediglich die „absolut unpassende Hip-Hop Musik und die obercoole Clique“ zu Beginn wird dabei kritisiert.